# Odda
Odda er kommunecentrum i Ullensvang kommune i Vestland fylke i Norge, beliggende inderst i Sørfjorden i Hardanger. Tidligere var Odda egen kommune med grænse i nord til Ullensvang, i øst til Vinje, i syd til Suldal og Sauda, og i vest til Etne og Kvinnherad.
Odda måtte i 2004 benytte et kommunalt egenvedtag for at kunne gælde sig en "by", og indbyggertallet var i 2016 stadig kun 5.022.
I 1913 blev Odda selvstændig kommune, udskilt fra Ullensvang herred. I 1964 blev Odda slået sammen med Røldal kommune. Fra 1. januar 2020 er Ullensvang lagt sammen med Odda og Jondal til én kommune. I den tidligere Odda kommune ligger de små steder Tyssedal, Røldal og Skare.

## Erhvervsliv
Odda er i dag kendt som en industrikommune, med virksomheder som Odda Smelteverk, Norzink og Tinfos Titan & Iron (TTI). I foråret 2003 gik Odda Smelteverk konkurs, og kommunen gik ind i en omstillingsperiode for at skabe ny beskæftigelse.

## Turisme og kulturliv
Odda blev tidligt kendt som et godt turistområde, med vandfald som Låtefossen, Hardangervidda- og Folgefonna nationalpark med god adgang til gletsjerarmen Buerbreen. Odda var tidligere det vigtigste rejsemål i Hardanger med tolv hoteller, deriblandt hotel Hardanger, Norges største med 170 senge. I 1904 besøgte omtrent halvdelen af alle udenlandske turister Odda. Nationalromantikken og rejseberetninger gjorde Odda til perlen i Hardanger. Alt det blev raseret ved industriens fremvækst.
Tyssedal Kraftanlegg blev kåret til århundredets bygværk i Hordaland og Sogn og Fjordane. Anlægget blev opført mellem 1906 og 1918 og er i dag fredet.

## Seværdigheder
- Røldal stavkirke fra middelalderen.
- Norsk Vasskraft- og industrimuseum i Tyssedal.
- Trolltunga